# Tereszyn
Tereszyn [pronunciación en polaco: /tɛˈrɛʂɨn/] es un pueblo en el distrito administrativo de Gmina Konopnica, dentro del Distrito de Lublin, Voivodato de Lublin, en Polonia oriental. Se encuentra aproximadamente 10 kilómetros al este de Konopnica y 12 kilómetros al sudoeste de la capital regional, Lublin.